# Jascha Washington
Jascha Washington (* 21. Juni 1989 in Hanford, Kalifornien) ist ein US-amerikanischer Schauspieler und Sänger.

## Leben
Die Familie zog nach Los Angeles als Jascha drei Jahre alt war. Seine erste Fernsehrolle hatte er in der Serie Brooklyn South. Danach hatte er einen Auftritt in einem Musikvideo von Puff Daddy mit Vivica A. Fox und Quincy Jones. Washington spielte bereits an der Seite von Will Smith in Der Staatsfeind Nr. 1, Martin Lawrence und Nia Long in Big Mamas Haus und von Cuba Gooding, Jr. in Snowdogs – Acht Helden auf vier Pfoten.

## Filmografie (Auswahl)
- 1997: Brooklyn South (Fernsehserie, eine Folge)
- 1998: Der Staatsfeind Nr. 1 (Enemy of the State)
- 2000: Big Mamas Haus (Big Momma’s House)
- 2002: Snowdogs – Acht Helden auf vier Pfoten (Show Dogs)
- 2002: Antwone Fisher
- 2005: Hotel Zack & Cody (The Suite Life of Zack & Cody, Fernsehserie, eine Folge)
- 2006: Noch einmal Ferien (Last Holiday)
- 2006: Criminal Minds (Fernsehserie, eine Folge)
- 2006: Big Mama’s Haus 2 (Big Momma’s House 2)
- 2006: Like Mike 2: Streetball
- 2012: Beste FReinde (Frenemies, Fernsehfilm)